# مارکتا چستوای
مارکتا چست‌وای (چکی: Markéta Častvaj؛ زادهٔ ۱۵ آوریل ۱۹۷۸) بازیگر اهل جمهوری چک است.
وی دانش‌آموختهٔ آکادمی هنرهای نمایشی در پراگ است.
از فیلم‌ها یا مجموعه‌های تلویزیونی که وی در آن‌ها نقش داشته است، می‌توان به پیوندهای خانوادگی و ساختمان پزشکان در باغ رز اشاره نمود.